# Masking Threshold
Masking Threshold (en español: Umbral de Enmascarado) es una película austriaca de terror dirigida por Johannes Grenzfurthner. La película fue producida por el grupo artístico Monochrom. 
Masking Threshold tuvo su estreno mundial en el Fantastic Fest 2021 en Austin, Texas.

## Sinopsis
Un escéptico informático intenta curar su desgarradora discapacidad auditiva realizando una serie de experimentos en su improvisado laboratorio casero.
La película combina el estilo de una obra de teatro de cámara, un procedimiento científico y la estética de los vídeos de YouTube de unboxing o bricolaje, con elementos de horror corporeal y técnicas conocidas del cine experimental. Grenzfurthner considera que la película se inscribe en la tradición del cine extremo, pero presenta elementos de terror psicológico.

## Recepción
La respuesta de la crítica ha sido positiva. Recibió una 100% puntuación de frescura en Rotten Tomatoes.